# Geoff Lees
 Geoff Lees  va ser un pilot de curses automobilístiques anglès que va arribar a disputar curses de Fórmula 1.
Va néixer l'1 de maig del 1951 a Kingsbury, Warwickshire, Anglaterra.

## A la F1
Geoff Lees va debutar a la desena cursa de la temporada 1978 (la 29a temporada de la història) del campionat del món de la Fórmula 1, disputant el 16 de juliol del 1978 el G.P. de la Gran Bretanya al circuit de Brands Hatch.
Va participar en un total de dotze curses puntuables pel campionat de la F1, disputades en quatre temporades no consecutives (1978 - 1980 i 1982) aconseguint una setena posició com millor classificació en una cursa, i no assolí cap punt pel campionat del món de pilots.

## Resultats a la Fórmula 1
| Any  | Equip    | Xassís   | Motor | 1   | 2   | 3      | 4         | 5       | 6       | 7       | 8       | 9   | 10      | 11      | 12      | 13  | 14      | 15  | 16  | Posició | Punts |
| ---- | -------- | -------- | ----- | --- | --- | ------ | --------- | ------- | ------- | ------- | ------- | --- | ------- | ------- | ------- | --- | ------- | --- | --- | ------- | ----- |
| 1978 | Ensign   | Ensign   | Ford  | ARG | BRA | SUD    | O.USA     | MON     | BEL     | ESP     | SUE     | FRA | GBR NVQ | ALE     | AUT     | HOL | ITA     | USA | CAN | -       | 0     |
| 1978 | Ensign   | Ensign   | Ford  | ARG | BRA | SUD    | O.USA     | ESP     | BEL     | MON     | FRA     | GBR | ALE     | AUT     | HOL     | ITA | CAN     | USA |     | -       | 0     |
| 1980 | Shadow   | Shadow   | Ford  | ARG | BRA | SUD 13 | O.USA NVQ | BEL NVQ | MON NVQ | FRA NVQ | GBR     | ALE | AUT     | HOL Ret | ITA NVQ | CAN | USA NVQ |     |     | -       | 0     |
| 1982 | Theodore | Theodore | Ford  | SUD | BRA | O.USA  | SMR       | BEL     | MON     | E.USA   | CAN Ret | HOL | GBR     |         |         |     |         |     |     | -       | 0     |
| 1982 | Lotus    | Lotus    | Ford  |     |     |        |           |         |         |         |         |     |         | FRA 12  | ALE     | AUT | SUI     | ITA | LVG | -       | 0     |

### Resum
| Curses: | Victòries: | Pòdiums: | Poles: | Voltes ràpides: | Punts: |
| ------- | ---------- | -------- | ------ | --------------- | ------ |
| 12 (5)  | 0          | 0        | 0      | 0               | 0      |